# Світязь (озеро, Білорусь)
Сві́тязь — озеро в Гродненській області Білорусі, розташоване на кордоні Новогрудського і Корелицького районів за 20 км на південний схід від Новогрудка. Озеро знаходиться на вододілі басейнів Німану і Щари, в басейні річки Мовчадзі на території Світязького ландшафтного заказника.

## Назва
Назву озера зіставляють з німецьким особистим ім'ям «Hviting», де «h» співвідноситься з балто-слов'янським «š/s».

## Опис

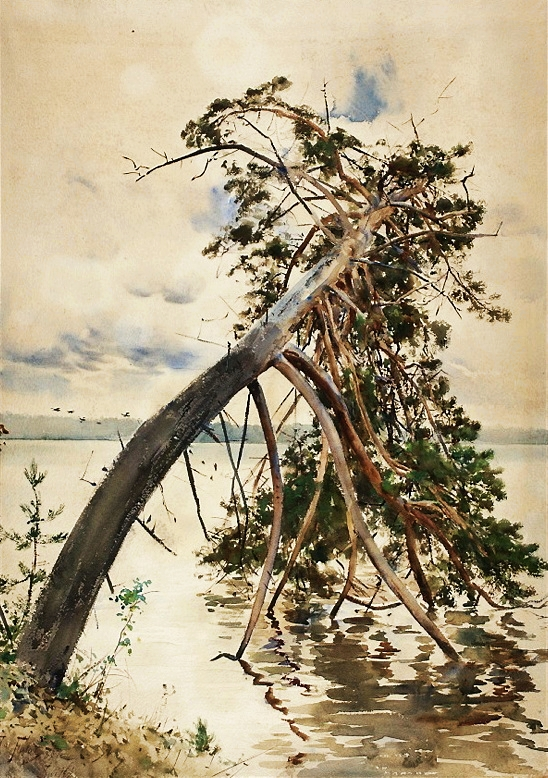
«Світязь», художник Ю. Фалят

Озеро карстового походження, утворилася внаслідок провалу ґрунту в підземну порожнечу. Поблизу Світязя немає великих озер і річок, у нього не впадає жодна річка, а витікає лише Своротва — притока Мовчадзі. Практично завжди рівень води в озері однаковий. Озеро знаходиться на південному схилі Новогрудської височини на висоті 258 метрів над рівнем моря і має форму, схожу на колесо.
Озеро має форму лійки, рельєф дна рівний, частка глибин понад 10 метрів становить всього 2% площі. Дно біля берегів піщане.
В озері й поблизу нього росте велика кількість реліктових рослин. В озері поширені плотва, краснопірка, карасі, щуки, пічкурі, окуні, але переважають лини. Переважання линів зумовлене їхньою здатністю розмножуватися в умовах середовища зі зниженою реакцією води, що для інших видів риб є стримувальним фактором.
Нині озеро використовується виключно в рекреаційних цілях, дозволена любительська риболовля.

## Легенда
Народний переказ розповідає, що колись давно на місці озера було місто Світязь, де княжив чи князь Мирський, чи то князь Туган, союзник великого князя Міндовга, столиця якого була в Новогрудку. Під час військової кампанії з росіянами союзники зазнали поразки й над містом, де залишалися самі жінки і діти, нависла небезпека. Щоб уникнути ворожої наруги, вони звернулися до богів і їхній голос був почутий — місто провалилося під землю, а на його місці утворилося красиве озеро.
З душ непокірних жінок утворилися красиві квіти-царі — легендарні білі водяні квіти, які зацвітають на озері як вічне нагадування про ті події.
Переказ говорить, що й досі на озері можна почути стогони світязянок — міфічних мешканок озера, які уявляються білолицими дівчатами з довгим розпущеним волоссям. Спіймана в невід світязянка розповідала сумну історію свого міста.

## Озеро в художній літературі
Сюжет про затоплене місто активно використовувався поетами-філоматами в XIX столітті для своїх балад. Першим, хто у віршованій формі розповів місцевий сюжет, став поет Ян Чечот («Світязь»), після нього — Адам Міцкевич, а потім — і Томаш Зан («Світязь-озеро»). Вважається, що саме останній розповів Яну Чечоту почутий у місцевих жителів переказ про затоплене місто. Всі вони назвали свій баладний варіант розробки теми за однойменною назвою озера — «Світязь». Адам Міцкевич продовжив тему чарівного озера в баладі «Світязянка».

## Галерея

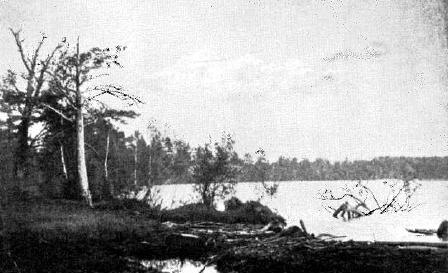
Озеро Світязь, знімок кінця XIX століття
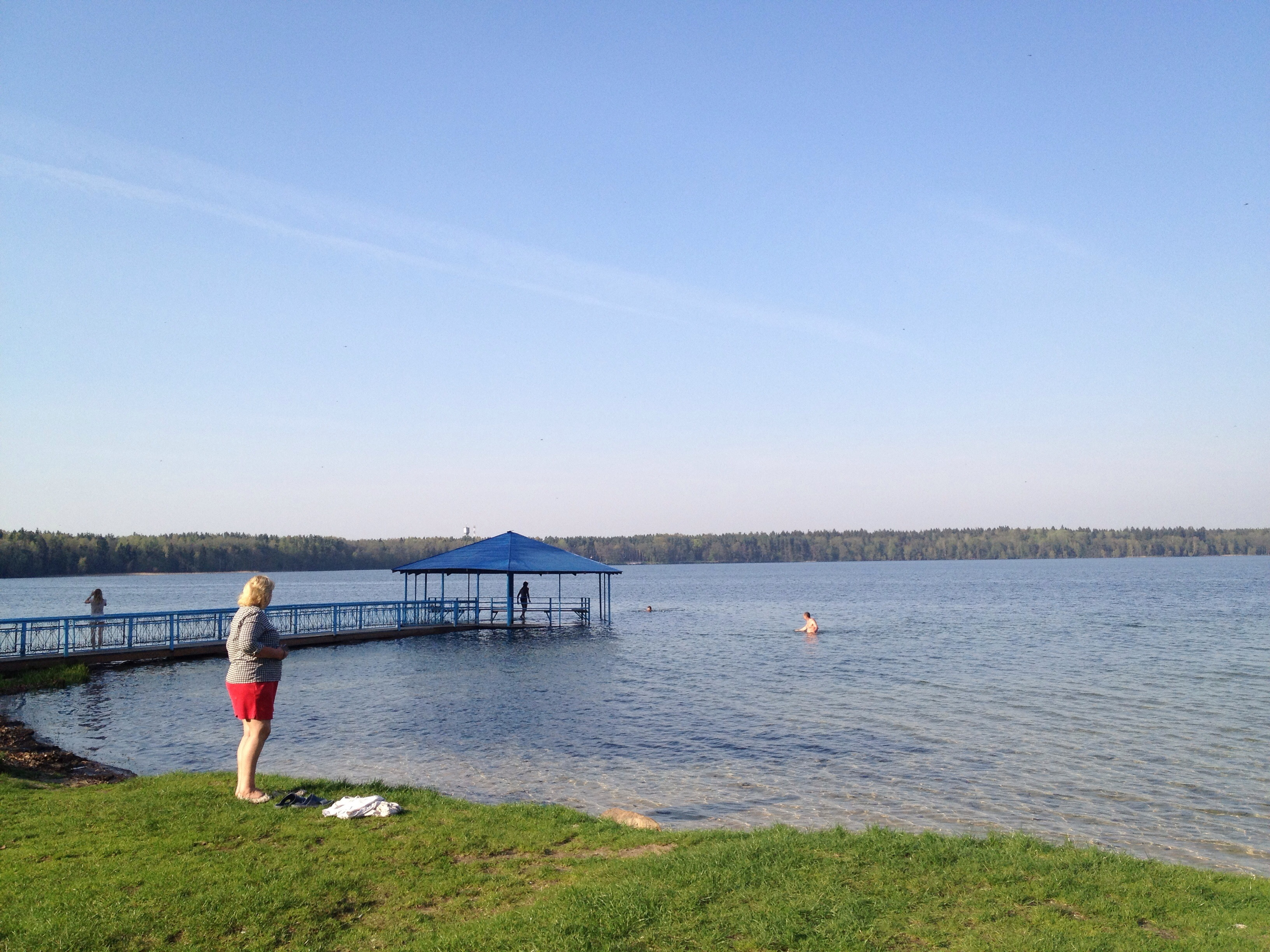
Озеро Світязь, знімок 2012 року